# Bichectomia

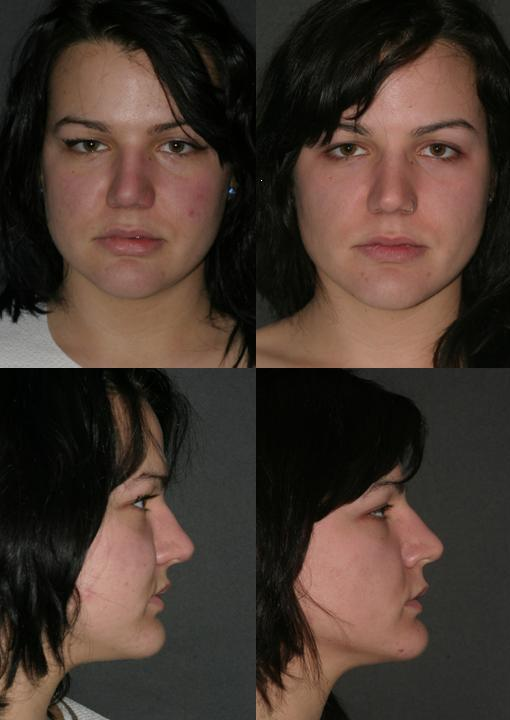
Mulher antes e depois de uma bichectomia

Bichectomia é um procedimento cirúrgico de cunho estético ou funcional, onde se removem as gorduras presentes na bochecha. Possui esse nome pois estas gorduras são conhecidas por bolas de Bichat, nome proveniente do anatomista francês Marie François Xavier Bichat, o primeiro a descrever esta estruturas com riqueza de detalhes.